# Malaisemyia ranee
Malaisemyia ranee är en tvåvingeart som beskrevs av Alexander 1967. Malaisemyia ranee ingår i släktet Malaisemyia och familjen hårögonharkrankar. Inga underarter finns listade i Catalogue of Life.